# Рокавей-авеню (линия Фултон-стрит, Ай-эн-ди)
|   |     |     |     |     |   |
| · | · л | · э | · э | · л | · |

|   |     |     |     |     |   |
| · | · л | · э | · э | · л | · |

«Рокавей-авеню» (англ. Rockaway Avenue) — станция Нью-Йоркского метрополитена, расположенная на линии Фултон-стрит, Ай-эн-ди. Станция находится в Бруклине, в районе Бедфорд — Стайвесант, на пересечении Фултон-стрит и Рокавей-авеню. На станции останавливаются маршруты A (ночью) и C (круглосуточно, кроме ночи). Станцию проходит без остановки маршрут A (круглосуточно, кроме ночи).
Станция представлена четырьмя путями и двумя боковыми платформами, обслуживающими только локальные пути. Станция отделана в бордовых тонах. Помимо чёрных табличек на колоннах название станции представлено ещё и на стенах в виде мозаики.
Станция была открыта 9 апреля 1936 года в составе первой очереди линии IND Fulton Street Line. Станция была конечной для этой линии в течение десяти лет — с 1936 по 1946 годы — до открытия Broadway Junction. Для оборота поездов были размещены съезды с запада от станции. Пути заканчивались тупиками прямо на станции. Столь длительное строительство одного перегона (до Broadway Junction) объясняется внезапно начавшейся Второй мировой войной. Тупики были снесены, режим работы станции наладился — до сих пор она является локальной и обслуживает только местные поезда.
Станция имеет три выхода, из которых постоянно открыт только один — с восточного конца платформ. Этот выход приводит к перекрёстку Фултон-стрит с Хопкинсон-авеню (Томас-Бойланд-стрит). Турникеты расположены в мезонине выше, здесь существует возможность бесплатного перехода между платформами. Два других выхода ведут к Рокавей-авеню и представлены только полноростовыми турникетами.